# ニッキー・アンダーソン
ニッキー・アンダーソン（Nikki Anderson、本名：Nikoletta Prusinszky、1977年3月11日 - ）は、ハンガリー出身のポルノ女優。
1996年彼女が19歳の頃から2004年頃まで活動していた。なお、男性誌「ペントハウス」（2000年5月号）においてPet of the Month (いわゆるペントハウスペット) の称号を得ている。